# 16e cérémonie des Filmfare Awards

La seizième cérémonie des Filmfare Awards s'est déroulée en 1969 à Bombay en Inde.

## Palmarès
| Catégorie                                     | Lauréat                                                                                                |
| --------------------------------------------- | --- |
| Meilleur film                                 | Brahmachari - produit par G.P. Sippy - réalisé par Bhappi Sonie - avec Shammi Kapoor, Rajshree et Pran |
| Meilleur réalisateur                          | Ramanand Sagar (Ankhen)                                                                                |
| Meilleur acteur                               | Shammi Kapoor (Brahmachari)                                                                            |
| Meilleure actrice                             | Waheeda Rehman (Neel Kamal)                                                                            |
| Meilleur acteur dans un second rôle           | Sanjeev Kumar (Shikaar)                                                                                |
| Meilleure actrice dans un second rôle         | Simi Garewal (Saathi)                                                                                  |
| Meilleure prestation dans un rôle comique     | Johnny Walker (Shikaar)                                                                                |
| Meilleur compositeur                          | Shankar Jaikishan (Brahmachari)                                                                        |
| Meilleur parolier                             | Shailendra pour « Main Gaoon Tum So Jao » (Brahmachari)                                                |
| Meilleur chanteur de playback                 | Mohammed Rafi pour « Dilke Jharoke Mein » (Brahmachari)                                                |
| Meilleure chanteuse de playback               | Asha Bhosle pour « Parde Mein Rehne Do » (Shikaar)                                                     |
| Meilleure histoire                            | Sachin Bhowmick (Brahmachari)                                                                          |
| Meilleur scénario                             | Nabendu Ghosh (Majhli Didi)                                                                            |
| Meilleurs dialogues                           | S. Ali Raza (Saraswatichandra)                                                                         |
| Meilleure photographie (noir & blanc)         | Nariman Irani (Saraswatichandra)                                                                       |
| Meilleure photographie (couleur)              | G. Singh (Aankhen)                                                                                     |
| Meilleure direction artistique (noir & blanc) | Ajit Banerjee (Majhli Didi)                                                                            |
| Meilleure direction artistique (couleur)      | A.A. Majid (Noorjehan)                                                                                 |
| Meilleur son                                  | P. Thakkersey (Shikar)                                                                                 |
| Meilleur montage                              | N.M. Shankar (Saathi)                                                                                  |